# Schacht (studenten)

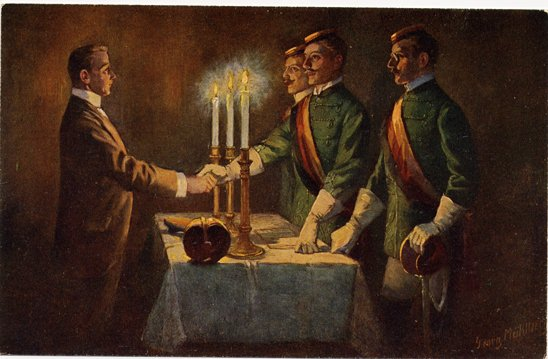
De schacht wordt officieel in de vereniging opgenomen en ontvangt zijn lint - Georg Mühlberg

In Vlaanderen is een schacht een kandidaat-lid van een studentenvereniging (meestal een studentenclub). Tijdens dit eerste jaar bij de vereniging moet dit kandidaat-lid zichzelf nog bewijzen en staat deze een heel jaar ten dienste van de andere commilitones. De schachten vallen onder de verantwoordelijkheid van de schachtenmeester of schachtentemmer, die hen de gebruiken en tradities aanleert.
Een eerstejaars is pas schacht na de eigenlijke doopceremonie. De tijd voor de doop wordt de kandidaat feut of foetus genoemd, al is dit niet gebruikelijk in alle studentensteden. Bij verschillende Leuvense clubs spreekt men van bieten. In sommige clubs in het Gentse wordt een eerstejaars voor zijn doop ook embryo genoemd. In Hasselt en Diepenbeek spreekt men ook wel over stronten.
Bij de doop krijgt de schacht in sommige clubs een peter toegewezen die medeverantwoordelijk is voor de daden en opleiding van de schacht. Aan de Vrije Universiteit Brussel is dit gebruik echter niet in zwang en zijn voornamelijk de doopmeester en schachtentemmers verantwoordelijk voor de "opleiding". Bij veel studentenclubs is het de bedoeling dat peter en petekind gedurende het jaar goede vrienden worden. Velen zetten dit gebruik ook na hun schachtenjaar verder. Na verloop van tijd ontstaan er echte bierfamilies binnen de vereniging, van opeenvolgende generaties peters en petekinderen. Als de peter of meter op de gang van de desbetreffende studentenvereniging zit (een echte gang met enkel mensen uit die studentenvereniging, liefst nog uit het praesidium) dan wordt deze schacht ook wel een gangschacht genoemd. Gangschacht zijn is in sommige studentenverenigingen een echte eer, in andere dan weer een ware hel.
Na zichzelf gedurende een volledig academiejaar te hebben bewezen in onder andere de organisatie van activiteiten, steunend werk, gehoorzaamheid en dienstbaarheid aan zijn peter, kan een schacht volwaardig lid worden na de ontgroening. Wanneer de kandidaat niet voldoet, kan de ontgroening worden uitgesteld tot het volgende academiejaar of kan de kandidaat worden geweigerd. Zowel de ontgroening als de doop vinden meestal plaats in het kader van een cantus en gebeuren met veel zin voor traditie en decorum. In Corps Flaminea Leuven (de enige academische vereniging in België die de mensuur vecht) moet de schacht een geldige partie vechten, evenals een schachtenexamen afleggen en een academische lezing houden voor het verzamelde Corps.
Door niet-studenten wordt schacht vaak verward met eerstejaars. Een schacht is een eerstejaars in een studentenclub, het is dus mogelijk dat iemand al verschillende jaren aan het studeren is alvorens lid te worden van een studentenclub.
Aan de Vrije Universiteit Brussel zijn de gebruiken dan weer wat anders. Men blijft daar ook schacht tot aan de ontgroening, al is er geen speciaal woord voor de schacht voor zijn doop. Ook een peter of meter is ongebruikelijk, zo niet onbestaande. Typisch aan Brussel is dan weer wel het gebruik van een doopmeester. Hij staat aan het hoofd van alle schachtentemmers en staat in voor het verloop en de organisatie van de doop. De doop zelf verschilt naargelang het om studentenkringen gaat die aan een faculteit of opleiding verbonden zijn, of het gaat om een studentenkring die mensen op basis van hobby of regio samenbrengt (de zogenaamde "regionale" en "speciale" studentenkringen). In beide gevallen gebeurt de doop niet in het kader van een cantus, in het geval van de ontgroening (meestal) wél. Na de ontgroening worden de schachten "commilitones".
In Nederland wordt voor een schacht de voorkeur gegeven aan het woord novitius. Gangbare termen voor aankomende leden van de studentenvereniging zijn ook "kandidaat", "nuldejaars" en "feut".